# FK Zorki Krasnogorsk
Pour la section féminine, voir FK Zorki Krasnogorsk (féminines).
Maillots
Le Zorki Krasnogorsk (russe : «Зоркий-Красногорск») est un club de football russe fondé en 1966 et basé à Krasnogorsk.
Il évolue en quatrième division russe depuis la saison 2023-2024.

## Histoire
Fondé en 1966, le club intègre à partir de 1968 la troisième division soviétique où il évolue deux saisons dans la neuvième zone de la RSFS de Russie avant de quitter la compétition à l'issue de l'exercice 1969. Il fait son retour à cet échelon en 1982 et y effectue cette fois un passage de huit saisons, qui le voit notamment terminer premier de la zone 1 en 1984 avant d'échouer à la promotion en phase finale derrière le Geolog Tioumen et le Kotaïk Abovian. Il termine deuxième l'année suivante derrière le Dinamo Briansk l'année suivante avant de voir ses résultats retomber jusqu'à une dix-huitième place en 1989 qui s'accompagne d'un nouveau retrait du club des compétitions soviétiques.
Après la disparition de l'Union soviétique, le Zorki intègre en 1992 la quatrième division russe où il évolue deux saisons avant de redevenir inactif jusqu'à la saison 2004 qui le voit faire son retour à ce niveau et jouer treize saisons d'affilée dans le groupe A de la zone Podmoskovié, dont il atteint le podium à trois reprises entre 2007 et 2009.
La section professionnelle du club est finalement recréée à l'été 2017 et intègre la troisième division pour la saison 2017-2018, engageant dans la foulée l'ancien international Sergueï Iouran au poste d'entraîneur. Intégré à la zone Centre, le club passe trois saisons à ce niveau avant de se retirer à nouveau à l'issue de l'exercice 2019-2020.
Le 9 juin 2022, le Zorki parvient à obtenir une licence professionnelle lui permettant de reprendre part à la troisième division à partir de la saison 2022-2023.

## Bilan sportif

### Classements en championnat
La frise ci-dessous résume les classements successifs du club en championnat d'Union soviétique.
La frise ci-dessous résume les classements successifs du club en championnat de Russie.

### Bilan par saison
Légende
- Promotion en division supérieure
- Relégation en division inférieure

| Saison    | Championnat       | Championnat       | Championnat       | Championnat       | Championnat       | Championnat       | Championnat       | Championnat       | Championnat       | Championnat       | Coupe d'URSS      |
| Saison    | Division          | Pos               | Pts               | J                 | V                 | N                 | D                 | BP                | BC                | Diff              | Coupe d'URSS      |
| --------- | ----------------- | ----------------- | ----------------- | ----------------- | ----------------- | ----------------- | ----------------- | ----------------- | ----------------- | ----------------- | ----------------- |
| 1968      | 3e Russie 9       | 8e                | 27                | 28                | 9                 | 9                 | 10                | 34                | 31                | +3                | —                 |
| 1969      | 3e Russie 9       | 7e                | 31                | 30                | 11                | 9                 | 10                | 29                | 28                | +1                | —                 |
| 1970-1981 | Championnat local | Championnat local | Championnat local | Championnat local | Championnat local | Championnat local | Championnat local | Championnat local | Championnat local | Championnat local | Championnat local |
| 1982      | 3e Zone 1         | 3e                | 38                | 30                | 16                | 6                 | 8                 | 45                | 25                | +20               | —                 |
| 1983      | 3e Zone 1         | 8e                | 31                | 30                | 12                | 7                 | 11                | 34                | 26                | +8                | —                 |
| 1984      | 3e Zone 1         | 1er               | 46                | 32                | 21                | 4                 | 7                 | 73                | 21                | +52               | —                 |
| 1985      | 3e Zone 1         | 2e                | 46                | 32                | 18                | 10                | 4                 | 56                | 26                | +30               | —                 |
| 1986      | 3e Zone 1         | 5e                | 39                | 30                | 17                | 5                 | 8                 | 51                | 34                | +17               | 64es de finale    |
| 1987      | 3e Zone 1         | 7e                | 40                | 32                | 17                | 6                 | 9                 | 55                | 35                | +20               | 32es de finale    |
| 1988      | 3e Zone 1         | 8e                | 42                | 38                | 16                | 10                | 12                | 47                | 29                | +18               | —                 |
| 1989      | 3e Zone 1         | 18e               | 31                | 42                | 12                | 7                 | 23                | 39                | 67                | -28               | —                 |
| 1990-1991 | Championnat local | Championnat local | Championnat local | Championnat local | Championnat local | Championnat local | Championnat local | Championnat local | Championnat local | Championnat local | Championnat local |
| Saison    | Championnat       | Championnat       | Championnat       | Championnat       | Championnat       | Championnat       | Championnat       | Championnat       | Championnat       | Championnat       | Coupe de Russie   |
| Saison    | Division          | Pos               | Pts               | J                 | V                 | N                 | D                 | BP                | BC                | Diff              | Coupe de Russie   |
| 1992      | 4e Zone 7         | 13e               | 15                | 28                | 4                 | 7                 | 17                | 22                | 50                | -28               | —                 |
| 1993      | 4e Centre A       | 6e                | 46                | 22                | 11                | 2                 | 9                 | 42                | 36                | +6                | —                 |
| 1994-2003 | Club inactif      | Club inactif      | Club inactif      | Club inactif      | Club inactif      | Club inactif      | Club inactif      | Club inactif      | Club inactif      | Club inactif      | Club inactif      |
| 2004      | 4e Podmoskovié A  | 5e                | 55                | 30                | 16                | 7                 | 7                 | 78                | 45                | +33               | —                 |
| 2005      | 4e Podmoskovié A  | 8e                | 45                | 30                | 13                | 6                 | 11                | 55                | 41                | +14               | —                 |
| 2006      | 4e Podmoskovié A  | 5e                | 58                | 30                | 18                | 4                 | 8                 | 73                | 33                | +40               | —                 |
| 2007      | 4e Podmoskovié A  | 3e                | 67                | 30                | 21                | 4                 | 5                 | 76                | 28                | +48               | —                 |
| 2008      | 4e Podmoskovié A  | 2e                | 72                | 30                | 23                | 3                 | 4                 | 89                | 31                | +58               | 256es de finale   |
| 2009      | 4e Podmoskovié A  | 3e                | 73                | 30                | 24                | 1                 | 5                 | 83                | 25                | +58               | —                 |
| 2010      | 4e Podmoskovié A  | 9e                | 41                | 30                | 12                | 5                 | 13                | 47                | 49                | -2                | 128es de finale   |
| 2011-2012 | 4e Podmoskovié A  | 7e                | 72                | 41                | 22                | 6                 | 13                | 77                | 60                | +17               | —                 |
| 2012-2013 | 4e Podmoskovié A  | 6e                | 32                | 17                | 10                | 2                 | 5                 | 34                | 21                | +13               | —                 |
| 2013      | 4e Podmoskovié A  | 11e               | 39                | 30                | 11                | 6                 | 13                | 48                | 51                | -3                | —                 |
| 2014      | 4e Podmoskovié A  | 12e               | 24                | 28                | 7                 | 3                 | 18                | 51                | 90                | -39               | —                 |
| 2015      | 4e Podmoskovié A  | 13e               | 26                | 26                | 7                 | 5                 | 14                | 41                | 54                | -13               | —                 |
| 2016      | 4e Podmoskovié A  | 16e               | 19                | 30                | 6                 | 1                 | 23                | 44                | 82                | -38               | —                 |
| 2017-2018 | 3e Centre         | 4e                | 43                | 26                | 13                | 4                 | 9                 | 42                | 26                | +16               | 64es de finale    |
| 2018-2019 | 3e Centre         | 5e                | 36                | 26                | 10                | 6                 | 10                | 40                | 34                | +6                | 64es de finale    |
| 2019-2020 | 3e Centre         | 7e                | 23                | 16                | 7                 | 2                 | 7                 | 31                | 32                | -1                | 64es de finale    |
| 2021      | 4e Podmoskovié A  | 3e                | 61                | 30                | 18                | 7                 | 5                 | 99                | 34                | +55               | —                 |
| 2022-2023 | 3e Groupe 2       | 7e                | 28                | 22                | 7                 | 7                 | 8                 | 29                | 31                | -2                | 256es de finale   |
| 2023      | 4e Groupe 2       | en cours          | en cours          | en cours          | en cours          | en cours          | en cours          | en cours          | en cours          | en cours          | 128es de finale   |

## Entraîneurs
La liste suivante présente les différents entraîneurs du club, :
- Iouri Vassiliev (1982-1989)
- Aleksandr Iasiouk (2004-2009)
- Vladimir Vedenski (2010-2011)
- Andreï Kondrakhine (2012-2017)
- Sergueï Iouran (juillet 2017-janvier 2020)
- Alekseï Medvedev (février 2020-juin 2020)